# Ернст Цім
Ернст Цім (нім. Ernst Ziehm; 20 липня 1914, Кіль — 9 липня 1943, Атлантичний океан) — німецький офіцер-підводник, капітан-лейтенант крігсмаріне.

## Біографія
1 квітня 1933 року вступив на флот. З 1 липня по листопад 1942 року — командир підводного човна U-78, з 28 листопада 1942 року — U-232. 8 травня 1943 року вийшов у свій перший і останній похід. 9 липня U-232 був потоплений у північно-західніше Лісабона (39°48′ пн. ш. 14°22′ зх. д.) глибинними бомбами британського бомбардувальника B-24 «Ліберейтор». Всі 46 членів екіпажу загинули.

## Звання
- Кандидат в офіцери (1 квітня 1933)
- Фенріх-цур-зее (1 липня 1934)
- Оберфенріх-цур-зее (1 квітня 1936)
- Лейтенант-цур-зее (1 жовтня 1936)
- Оберлейтенант-цур-зее (1 червня 1938)
- Капітан-лейтенант (1 квітня 1941)

## Нагороди
- Медаль «За вислугу років у Вермахті» 4-го класу (4 роки)